# ピシャーチャ
ピシャーチャ（Piśāca, デーヴァナーガリー表記：पिशाच）は、インド神話における鬼神の1種。食人鬼。グールに相当。人の血肉を喰らい、ヴェーダでは喰屍鬼とも呼ばれる。叙事詩では単に悪鬼の意味で用いられることもあり、その場合はラークシャサやアスラと変わりない。『ブリハット・カター』の縁起譚で述べられているカーナブーティのように神の呪いでピシャーチャに変えられることもある。
仏典では「畢舎遮」、「毘舎遮」などと音写され、持国天の従者とされる。